# Харабаджахьян, Апкар Вартанович
Апкар Вартанович Харабаджахьян (1929—2013) — специалист в области гигиены. Доктор медицинских наук, профессор кафедры гигиены Ростовского медицинского университета.

## Биография
Апкар Вартанович Харабаджахьян родился 27 июня 1929 года в городе Ростове-на-Дону.
В 1954 году окончил Ростовский Государственный медицинский институт (ныне Ростовский государственный медицинский университет). По окончании института работал по распределению три года в лепрозориях, был главным врачом в Астраханском лепрозории.
С 1957 года стал главным санитарным врачом Северо-Кавказского управления гражданской авиации, потом, с 1960 года был ассистентом кафедры патологической физиологии Ростовского государственного медицинского института.
В 1963 году защитил кандидатскую диссертацию на тему: «К механизму развития рефлексогенной гипертензии». Получил ученую степень кандидата медицинских наук, с 1969 года — доцент кафедры патологической физиологии Ростовского медицинского института. В 1971 году защитил докторскую диссертацию на тему: «Нейрогуморальные механизмы рефлекторной гипертензии». Получил ученую степень доктора медицинских наук. Его научными руководителями были заслуженный деятель науки, профессор А. Н. Гордиенко и профессор Б. А. Сааков.
В 1974 году Апкар Вартанович Харабаджахьян стал заведующим гигиеническим отделом Центральной научно-исследовательской лаборатории. С 1984 года работает в должности профессора кафедры гигиены детей и подростков и гигиены труда.

## Научная деятельность
Область научных интересов: механизмы регуляции гипертензии, рациональное использование осадков сточных вод в народном хозяйстве, послетрудовая реабилитация и др.
Апкар Вартанович Харабаджахьян является автором около 150 научных работ, по его научным руководством были подготовлены и защищены одна докторская и три кандидатских диссертации.

### Труды
- Нейрогуморальные механизмы регуляции гипертензии (1970).
- Метод послетрудовой реабилитации в системе общественного здоровья.
- Кигель Г. Б. Харабаджахьян А. В. Показатели биологической нормы для лабораторных животных // Ростов-на-Дону, 1978.
- Каплиев В. А., Харабаджахьян А. В., Алефиренко В. И., Сулима К. И. и др. Методические рекомендации по коррекции работоспособности у рабочих и служащих промышленного предприятия средствами растительного происхождения: Раздел 2. Алгоритм формирования фитоэргономических коктейлей для практически здоровых лиц. Ростов н/Д, 1994. 35 с.
- Кигель Г. Б., Харабаджахьян А. В. и др. Показатели биологической нормы для лабораторных животных // Ростов-на-Дону, 1978.
- Эффекты послетрудовой реабилитации у здоровых и страдающих артериальными гипертензиями мужчин различных возрастов / Харабаджахьян А. В., Каплиев В. А. // Теория и практика физ. культуры. — 1994. — N 1-2.

## Награды
- Медаль «За доблестный труд в Великой Отечественной войне 1941—1945 гг.»
- Знак «Отличник здравоохранения» (1980).